# 聖路易斯德加塞諾
4°49′12.59″N 73°10′6.30″W / 4.8201639°N 73.1684167°W
聖路易斯德加塞諾是哥倫比亞的城鎮，位於該國東北部，由博亞卡省負責管轄，距離首府通哈135公里，始建於1912年，面積458平方公里，海拔高度464米，2005年人口6,158。